# Around the World (Aqua-dal)
Az Around the World című dal a dán-norvég Aqua második Aquarius című albumuk 2. kimásolt kislemeze, mely 2000. május 30-án jelent meg. Az Egyesült Királyságban az utolsó megjelent kislemezük volt, mielőtt 2001-ben szétváltak volna. A dal Dániában az utolsó Top10-es daluk volt, míg Olaszországban, Norvégiában, Spanyolországban, és Svédországban Top 20-as helyezés volt.

## Előzmények és megjelenés
Az "Around the World" eredetileg "Larger than Life" címen jelent volna meg, de a Backstreet Boys ugyanezen a címen jelentette meg kislemezét 1999-ben.
A dal 2000 májusában jelent meg, azonban az Egyesült Királyságban csak decemberben jelent meg. A brit kiadás a legalacsonyabb helyezést érte el a slágerlistán, és csak a 26. helyig jutott. A pozíció azt mutatta, hogy a csapat népszerűsége visszaesett. Dániában azonban az 1. helyezést érte el. Norvégiában először a 20. majd a 16. helyig jutott. Svédországban pedig a 4. helyig jutott.

## Számlista
| Hollandia - CD Single 1. "Around The World" (Radio Edit) 3:28 2. "Around The World" (Sound Surfers Radio Edit) 3:39 Egyesült Királyság - CD Single 1. "Around The World" (Radio Edit) 3:28 2. "Around The World" (Sound Surfers Club Mix) 6:05 3. "Around The World" (Dave Sears Club Mix) 7:05 Egyesült Királyság - CD Single 1. "Around The World" (Radio Edit) 3:28 2. "Around The World" (Junior's Marathon Radio Mix) 4:42 3. "Around The World" (Rüegsegger#Wittwer Remix) 7:41 | Ausztrália - CD Single 1. "Around The World" (Radio Edit) 3:28 2. "Around The World" (Sound Surfers Club Mix) 6:05 3. "Around The World" (Dave Sears Club Mix) 7:04 4. "Around The World" (Junior's Marathon Mix) 13:40 5. "Around The World" (Rüegsegger#Wittwer Remix) 7:41 Ausztrália - Digitális letöltés (2017.szeptember 17.) 1. "Around The World" 3:29 2. "Around The World" (Sound Surfers Radio Edit) 3:39 3. "Around The World" (Jonathan peters Radio Remix) 3:47 4. "Around The World" (Sound Surfers Club Mix) 6:07 5. "Around The World" (Jonathan Peters Club Mix) 7:27 6. "Around The World" (Rüegsegger#Wittwer Remix) 7:41 7. "Around The World" (Dave Sears Club Mix) 7:07 8. "Around The World" (Junior's Marathon Mix) 13:42 |

## Slágerlista
| Slágerlista (2000)                           | Legjobb helyezés |
| -------------------------------------------- | ---------------- |
| Ausztrália (ARIA)                            | 35               |
| Belgium (Ultratip Flanders)                  | 35               |
| Dánia (IFPI)                                 | 4                |
| (Eurochart Hot 100)                          | 51               |
| Németország (Official German Charts)         | 56               |
| Írország (IRMA)                              | 47               |
| Olaszország (FIMI)                           | 9                |
| Hollandia (Single Top 100)                   | 44               |
| Norvégia (VG-lista)                          | 16               |
| Skócia (Official Charts Company)             | 22               |
| Spanyolország (PROMUSICAE)                   | 14               |
| Svédország (Sverigetopplistan)               | 4                |
| Svájc (Schweizer Hitparade)                  | 42               |
| Egyesült Királyság (Official Charts Company) | 26               |

| Slágerlista (2000)             | Helyezés |
| ------------------------------ | -------- |
| Svédország (Sverigetopplistan) | 54       |

| Ország           | Minősítés | Eladások |
| ---------------- | --------- | -------- |
| Svédország (GLF) | arany     | 15.000   |